# Vương quốc xe hơi 3
Cars 3 là một bộ phim hoạt hình 3D hành động hài đồ họa bằng máy vi tính được hãng Pixar Animation Studios sản xuất và Walt Disney Pictures phát hành vào năm 2017. Cars 3 là phần tiếp theo của phim Cars 2 năm 2011 và được đạo diễn bởi Brian Fee, họa sĩ kịch bản của Cars 1 (2006) và Cars 2 (2011).
Bộ phim được phát hành vào ngày 16 tháng 6 năm 2017, đã thu được hơn 343 triệu USD trên toàn thế giới và cũng đã nhận được những nhận xét tích cực từ nhiều nhà phê bình, họ xem nó như là một sự cải tiến so với người tiền nhiệm, cũng như ca ngợi câu chuyện cảm xúc và hình ảnh thực sống động.

## Nội dung
Lightning McQueen, hiện tại đoạt 7 cúp Piston, đột nhiên thấy mình bị lu mờ bởi Jackson Storm, một tân binh kiêu ngạo. Tay đua này thuộc về một thế hệ mới của các dòng xe đua sử dụng các công nghệ mới nhất để cải thiện hiệu suất. Điều này dẫn đến những cựu chiến binh của Lightning hoặc đang giải nghệ hoặc bị sa thải. Bởi các nhà tài trợ của họ đã thay thế họ bằng những tân binh mới. Trong cuộc đua cuối cùng của mùa giải, khi đang cố gắng bắt kịp Storm và các đối thủ khác, Lightning McQueen bỗng mất kiểm soát và xảy ra một vụ va chạm cực kỳ mạnh, gần như suýt mất mạng, khiến anh bị thương nặng. 4 tháng sau, trong giai đoạn hồi phục chấn thương ở Radiator Springs, Lightning McQueen cô lập từ bạn bè của mình và dành thời gian xem đoạn phim tài liệu về cố vấn của mình, Doc Hudson Hornet, người đã qua đời cách đây không lâu một cách đột ngột. Đối mặt với bạn gái mình, Sally Carrera, McQueen e ngại bị buộc phải giải nghệ giống như Doc Hudson Hornet. Rusty và Dusty, chủ sở hữu đội đua Rust-eze của McQueen, đưa anh ta đến một trung tâm đua xe hiện đại. Thật đáng ngạc nhiên, khi đến nơi, anh ta biết được rằng họ đã bán Rust-eze cho chủ sở hữu mới Sterling, người chỉ định anh làm việc với nữ huấn luyện viên người Tây Ban Nha Cruz Ramirez. McQueen cuối cùng trở nên thiếu kiên nhẫn và bực bội với phương pháp của Cruz và cố gắng sử dụng một thiết bị mô phỏng đua xe công nghệ cao, kết cục chỉ gây ra thiệt hại nghiêm trọng cho thiết bị.
Tin rằng McQueen không còn khả năng chiến thắng, Sterling đã sẵn sàng đưa anh ta ra khỏi cuộc đua và sử dụng anh ta để quảng bá sản phẩm. McQueen đưa ra một thỏa thuận thay thế - nếu anh thắng cuộc đua đầu tiên của mùa giải sắp tới tại Florida, anh ta có thể quyết định khi nào anh ta giải nghệ; Nếu không, anh ta sẽ giải nghệ ngay lập tức. Sterling chấp nhận thoả thuận và giao cho Cruz huấn luyện với anh ta hình thức là một đấu một. Thay vì tăng tốc độ, McQueen dành hầu hết thời gian trong ngày để giúp Cruz khai thác để đua trên bờ biển gần trung tâm đào tạo. Đối với cảm hứng, họ đi đến một đoạn đường đất mà người thầy quá cố Doc Hudon Hornet từng chạy, nhưng vô tình kết thúc cạnh tranh trong một derby phá hủy, mà Cruz cuối cùng lại thắng. Sự tức giận tạo nên sự lãng phí thời gian đào tạo rõ rệt, McQueen phơi bày sự thất vọng của mình với Cruz, người tiết lộ rằng cô ấy muốn đua chuyên nghiệp, nhưng không bao giờ bắt đầu một cuộc đua vì cô ấy cảm thấy bị tổn thương. Cô từ chức như một huấn luyện viên của McQueen và bắt đầu trở lại trung tâm huấn luyện.
Biết chắc rằng Storm sẽ phá kỷ lục, McQueen gọi người bạn thân nhất của mình là Mater để được tư vấn. Mater gợi ý rằng anh ta có một người bạn cố vấn của Doc Husdon Hornet tên là Smokey. Lightning McQueen bắt kịp với Cruz và thuyết phục cô đi cùng, và hai người đi đến quê hương của Doc Husdon Hornet ở Thomasville, Georgia, nơi họ gặp Smokey và một vài người bạn cũ của Doc Husdon Hornet. Smokey tiết lộ rằng ngay cả khi Doc không bao giờ đua lại sau vụ tai nạn của mình, ông đã tìm thấy một hạnh phúc mới trong việc huấn luyện Lightning McQueen. Smokey và bạn bè của ông ấy dạy McQueen và Cruz cách lái xe thông minh hơn Storm, với Cruz là một đối tác của McQueen. Trong một cuộc đua thực tế cuối cùng, McQueen đã hồi tưởng lại sự sụp đổ và bắt đầu sự tự tin của mình.
Tại cuộc đua ở Florida, McQueen được động viên bởi Smokey và bạn bè của mình và dần dần đẩy lên thông qua các cấp bậc. Vẫn tin rằng McQueen không thể thắng được, Sterling phát hiện Cruz trong đường pit và yêu cầu cô trở lại trung tâm đua xe để bắt đầu chuẩn bị cho một tay đua khác trong sự kiện tuần sau. McQueen vô tình nghe được cuộc trao đổi và quyết định rằng Cruz chính là câu trả lời cho việc đánh bại Storm. Bước vào đường pit, McQueen có đội ngũ thiết bị của đội tạo điều kiện cho Cruz để đua, hoàn chỉnh với số vòng đua, cho cô ấy cơ hội cuối cùng để đua. Cruz sử dụng phương pháp huấn luyện của McQueen và lời khuyên của Smokey để bắt kịp các đối thủ. Cảm thấy bị đe dọa, Storm cố gắng hăm dọa Cruz, thậm chí ép tay đua nữ này cà sát vào tường trong vòng cuối cùng của cuộc đua. Thay vào đó, Cruz sử dụng bức tường để vượt mặt Storm và chiếm vị trí đầu tiên. Cô và McQueen đều được ghi nhận với chiến thắng kể từ khi cả hai tay đua với số chiến thắng (95 Số xe đua của McQueen). Cruz bỏ việc của mình với Sterling và chấp nhận lời đề nghị từ Tex Dinoco để đầu quân cho đội đua Dinoco.
Sau đó, tại một cuộc đua giao lưu tại Radiator Springs, McQueen và Cruz tiết lộ họ đã chấp nhận màu sắc đua cũ của Doc Husdon Hornet, để tưởng nhớ người thầy quá cố (Doc Hudson Hornet). Tex Dinoco thông báo cho nhóm rằng ông đã mua lại Rust-eze từ Sterling, và McQueen quyết định tiếp tục đua và đào tạo Cruz. Sau đó Cruz và McQueen cùng nhau đua và nhận được nhiều cúp Piston như cách mà Doc Husdon Hornet đã từng làm cùng McQueen.

## Sản xuất
Quá trình phát triển sản xuất Cars 3 bắt đầu từ cuối năm 2011 sau khi phát hành Cars 2 và đến tháng 3 năm 2014, quá trình tiền sản xuất bộ phim đã được tiến hành. Vào tháng 10 năm 2014, cựu giám đốc sáng tạo của Pixar, John Lasseter đã tiết lộ tại Liên hoan phim Quốc tế Tokyo rằng sẽ giới thiệu bộ phim The Castle of Cagliostro của Hayao Miyazaki, dưới dạng một chiếc Citroën 2CV cũ. Trước khi phát hành bộ phim, John Lasseter, đạo diễn của các bộ phim Cars trước đó, đã nói rằng bộ phim có một "câu chuyện rất xúc động", giống với nhịp điệu của bộ phim đầu tiên. Đồng biên kịch Kiel Murray, người cũng đồng sáng tác phần gốc Cars, nói về sự trở lại nguồn gốc của loạt phim, "Với những loạt phim này, bạn luôn muốn biết nó nói về ai. Phim đầu tiên là về McQueen, và phim thứ hai là giống như một đoạn lệch với câu chuyện của Mater. Chúng tôi muốn quay lại câu chuyện của McQueen. Khi chúng tôi xem điều gì sẽ xảy ra tiếp theo đối với anh ấy, chúng tôi tự hỏi điều đó sẽ như thế nào với tư cách là một vận động viên và cả những gì anh ấy đang phải đối mặt. Theo đạo diễn Brian Fee, nhóm sản xuất đã nghiên cứu rất nhiều, và trong khi họ "xem xét các vận động viên ở các môn thể thao khác", nhóm chủ yếu tập trung vào các tay đua NASCAR. Fee nói rằng họ "Thậm chí đã nói chuyện với một nhà phân tích tâm lý thể thao, người đã giải thích rằng nhiều người trong số những người lái xe này không thể tưởng tượng mình đang làm bất cứ điều gì khác", một ý tưởng đã gây được tiếng vang cho đội .Mike Rich nói rằng những tân binh tiếp quản môn thể thao này là một "câu chuyện bất tận trong thể thao", và so sánh McQueen với Wayne Gretzky và Misty May-Treanor cũng như nhiều người khác. Fee nói rằng "Làm cha mẹ trở thành nguồn lực chính của [anh ấy] để tìm hiểu và hiểu cảm xúc" trong cốt truyện của bộ phim. Scott Morse, giám sát câu chuyện của bộ phim, nói rằng anh ấy muốn làm nổi bật cốt lõi cảm xúc của bộ phim và các mối quan hệ của nhân vật, muốn bộ phim giống như một bộ phim thể thao đồng thời tập trung vào việc McQueen nhận ra "Mối quan hệ của họ có ý nghĩa như thế nào với Doc." Vào ngày 5 tháng 1 năm 2017, đã có thông báo rằng Armie Hammer và Cristela Alonzo sẽ lần lượt lồng tiếng cho Jackson Storm và Cruz Ramirez. Hai tháng sau, Nathan Fillion, Kerry Washington và Lea DeLaria tham gia dàn diễn viên. Quá trình sản xuất đã sử dụng một chế độ kết xuất mới, Hệ thống phụ tích hợp Rix (RIS), giúp thực hiện những cảnh như cuộc đua derby hủy diệt. Hệ thống này trước đây đã được sử dụng trên Đi tìm Dory của Pixar. Trong các bộ phim trước, người làm hoạt hình phải tạo hoạt ảnh trước khi kết xuất, nhưng RIS cho phép hoạt ảnh và kết xuất diễn ra đồng thời trong một quá trình gọi là "tô bóng phần cứng", giúp người làm hoạt hình dễ dàng nhìn thấy cảnh hoàn chỉnh trông như thế nào khi hoàn thành. Fee nói rằng hoạt hình của bộ phim là chủ nghĩa hiện thực theo hướng nghệ thuật" và tuyên bố rằng nó khiến các nhân vật và bối cảnh của bộ phim "Cảm thấy thực và sống động hơn bao giờ hết", trong khi Bill Cone, nhà thiết kế sản xuất của bộ phim, nói rằng "Thuật ngữ họ sử dụng là đáng tin cậy, là cơ sở cho mọi thứ Pixar làm.". Giám sát công nghệ toàn cầu Sudeep Rangaswamy nói rằng nhóm của ông đã sử dụng một quy trình tự động cho các cảnh quay trong phim, theo cách nói của ông là "Cho phép rất nhiều sự linh hoạt" và "Nó làm cho các cảnh quay trước đây không thể dựng được". Đạo diễn máy ảnh Jeremy Lasky và biên tập viên Jason Hudak đã nghiên cứu cảnh quay NASCAR cho các cảnh đua xe của phim.

## Diễn viên lồng tiếng
- Owen Wilson trong vai Lightning McQueen,[11] nhân vật chính và là huyền thoại đua xe với bảy lần vô địch Piston Cup.

- Cristela Alonzo trong vai Cruz Ramirez,[12] huấn luyện viên tại Trung tâm Đua xe Rust-eze, người hâm mộ Lightning từ nhỏ.
- Chris Cooper trong vai Smokey, [13] thợ máy và trưởng đội của Doc Hudson, người đã giúp đỡ Lightning và Cruz.
- Nathan Fillion trong vai Sterling,[14] một doanh nhân giàu có và là chủ sở hữu mới của đội đua Rust-eze.
- Larry the Cable Guy trong vai Mater, một xe kéo vui tính và là bạn thân của Lightning McQueen.
- Armie Hammer trong vai Jackson Storm, đối thủ mới của McQueen.
- Tom và Ray Magliozzi trong vai Rusty và Dusty Rust-eze, chủ sở hữu của Rust-eze [15]. Sau khi Tom qua đời vào năm 2014, các bản ghi âm chưa sử dụng từ phần phim đầu tiên đã được dùng cho lời thoại của Rusty.
- Tony Shalhoub trong vai Luigi, một chiếc Fiat 500.
- Guido Quaroni trong vai Guido, một xe nâng và là cộng sự của Luigi.
- Bonnie Hunt trong vai Sally Carrera, một chiếc Porsche 996, và là bạn gái của Lightning McQueen.
- Lea DeLaria trong vai Miss Fritter [16], một chiếc xe buýt trường học quái vật đáng sợ tại cuộc đua Thunder Hollow Demolition Derby.
- Kerry Washington trong vai Natalie Certain, một nhà phân tích thống kê.
- Bob Costas trong vai Bob Cutlass, bình luận viên chính của Piston Cup.
- Margo Martindale trong vai Louise "Barnstormer" Nash [17], một chiếc Nash Ambassador 1950 màu trắng, là tay đua Piston Cup đã nghỉ hưu từ những năm 1950 và là một trong ba huyền thoại còn sống tại Thomasville cùng Smokey.
- Isiah Whitlock Jr. trong vai River Scott [17], một tay đua Dirt Track Racer 1938 màu xám và đen đã nghỉ hưu và là bạn của Smokey.
- Bob Peterson trong vai Chick Hicks, cựu đối thủ của Lightning, hiện là người dẫn chương trình "Chick’s Picks" trên Racing Sports Network. Nhân vật này từng được Michael Keaton lồng tiếng trong phần đầu tiên.
- Bob Peterson cũng lồng tiếng cho Dr. Damage, một chiếc xe cứu thương màu trắng và cam tham gia cuộc đua Crazy 8 Demolition Derby.
- John Ratzenberger trong vai Mack,[18] một chiếc Mack Super-Liner 1985, người làm việc cho Lightning McQueen.
- Lewis Hamilton trong vai Hamilton, trợ lý giọng nói cá nhân của Cruz.
- Sebastian Vettel và Fernando Alonso lồng tiếng cho các phiên bản nước ngoài của Hamilton. Vettel lồng tiếng cho phiên bản Ý và Đức với tên "Vettel" và "Sebastian", còn Alonso lồng tiếng cho phiên bản Tây Ban Nha với tên "Fernando".
- Lloyd Sherr trong vai Fillmore, một chiếc Volkswagen Type 2 Microbus.
- Junior Johnson trong vai Junior "Midnight" Moon, một chiếc Ford Standard Coupe 1940 màu đen và là tay đua Piston Cup đã nghỉ hưu, đồng thời là bạn của Smokey.
- Cheech Marin trong vai Ramone, một chiếc Chevrolet Impala Coupe Lowrider 1959, chủ cửa hàng "Ramone’s House of Body Art".
- Katherine Helmond trong vai Lizzie, một chiếc Ford Model T Coupe 1923, chủ cửa hàng quà lưu niệm Radiator Springs Curios. Đây là lần xuất hiện cuối cùng của Helmond trong loạt phim Cars trước khi bà qua đời vào năm 2019.
- Paul Dooley trong vai Sarge, một chiếc Willys Jeep 1941.
- Jenifer Lewis trong vai Flo, chủ sở hữu quán "Flo’s V-8 Café" và là vợ của Ramone.
- Madeleine McGraw trong vai Maddy McGear, một chiếc xe nhỏ tuổi và là fan cuồng nhiệt nhất của Lightning McQueen.
- Michael Wallis trong vai Sheriff, một chiếc Mercury Eight Police Cruiser 1949.
- Jerome Ranft trong vai Red, một chiếc xe cứu hỏa Whitney Seagrave thập niên 1960. Nhân vật này từng được Joe Ranft lồng tiếng trong phần đầu tiên.
- Angel Oquendo trong vai Bobby Swift, một tay đua Piston Cup và là bạn của Lightning.
- Diedrich Bader trong vai Brick Yardley, một tay đua Piston Cup và là bạn của Lightning.
- Andra Day trong vai Sweet Tea, một chiếc xe nâng từng là thành viên đội đua của Louise Nash, hiện là ca sĩ tại quán bar Cotter Pin.

## Phản hồi từ giới phê bình
Trên trang tổng hợp đánh giá Rotten Tomatoes, bộ phim có số điểm là 70% dựa trên 227 bài phê bình với điểm đánh giá trung bình là 6,9/ 10. Các nhà phê bình của trang web cho biết, "Cars 3 có một câu chuyện sâu sắc đến bất ngờ đi kèm với hoạt hình rực rỡ của nó, cho thấy nhượng quyền thương mại giữa đường nhất của Pixar có thể còn lại một lượng đáng ngạc nhiên.". Trên Metacritic chỉ có đánh giá bình thường cho bộ phim số điểm 59 trên 100, dựa trên đánh giá từ 41 nhà phê bình, cho thấy "Đánh giá hỗn hợp hoặc trung bình". Khán giả được thăm dò bởi CinemaScore đã cho bộ phim điểm trung bình là "A" trên thang điểm A + đến F. Owen Gleiberman của Variety đã viết, "Cars 3 là một bộ phim thân thiện, hấp dẫn được làm bằng sự ấm áp và nhanh chóng, và ở mức độ mà nó đánh vào tình cảm ban đầu của chúng tôi đối với loạt phim này, nó còn hơn cả là hoàn thành công việc. Tuy nhiên, theo nhiều cách, nó rất hay phiên bản của phần tiếp theo truyền thẳng đến DVD (hoặc phát trực tuyến). David Fear of Rolling Stone đã đánh giá tích cực về bộ phim, nói: "Câu chuyện này có sự cộng hưởng cảm xúc về sự già đi, theo đuổi những ngày vinh quang và niềm vui vượt qua chiếc dùi cui khiến hai bộ phim khác bị nghẹt thở bởi lớp bụi hiển thị kỹ thuật số của nó. Mục tiêu cuối cùng của lần này không chỉ là bán thêm một vài món đồ chơi và hộp cơm Lightning McQueen. Nó thực sự khai thác một thứ gì đó sâu hơn lợi nhuận của công ty. Mike Ryan của Uproxx gọi bộ phim là 'The Rocky III Of The Cars Franchise' và viết "Có một chút buồn dường như hiện diện trong Cars 3 khiến nó có trọng lượng hơn một chút so với các phần trước". Alonso Duralde của TheWrap đã tạo cho bộ phim một sự kết hợp ed đánh giá, nói rằng: "Là một người sản xuất hàng hóa, Cars 3 bắn vào tất cả các piston, nhưng, như một bộ phim, đó là một phút 109 vô hại nhưng không bao giờ kích thích." Vicky Roach đã cho bộ phim 3 trên 4 sao, nói: "Quay trở lại những hoài niệm mang tính biểu tượng, những con đường ngược của bộ phim gốc, Cars 3 đặt bộ phim trung lưu hào nhoáng, không phổ biến vào gương chiếu hậu của nó. Lộ trình mà các nhà làm phim thực hiện có thể quen thuộc, nhưng sau khi khai thác nó, họ chọn những góc như chuyên nghiệp".